# Arhiducele Johann Nepomuk de Austria
Arhiducele Johann Nepomuk de Austria  (30 august 1805, Viena - 19 februarie 1809, Viena) a fost fiu al împăratului Francisc al II-lea al Sfântului Imperiu Roman, mai târziu Francisc I al Austriei, după disoluția Sfântului Imperiu Roman și al Mariei Teresa a celor Două Sicilii. A fost membru al Casei de Habsburg-Lorena.